# Jerrold Howard Zar
Jerrold Howard Zar (* 28. Juni 1941 in Chicago) ist ein amerikanischer Biologe und Statistiker. Er fungierte von 1968 bis 2002 als Professor für Ökologie und Evolutionsbiologie an der Northern Illinois University und wurde bekannt durch ein Lehrbuch zur Biostatistik, das zwischen 1974 und 2009 in bisher fünf Auflagen erschien.

## Leben
Jerrold Zar wurde 1941 in Chicago geboren und erwarb nach einem Studium der Biologie im Jahr 1962 einen B.S.-Abschluss an der Northern Illinois University (NIU). Zwei Jahre später erlangte er einen M.S.-Abschluss an der University of Illinois at Urbana-Champaign, an der er 1967 auch promovierte. Nach einer kurzen Zeit als Postdoktorand kehrte er 1968 an die NIU zurück, an der er bis zu seiner Emeritierung im Jahr 2002 als Professor für Ökologie und Evolutionsbiologie tätig war und von 1984 bis 2002 auch als Dekan der Graduate School fungierte.
Weiterreichende Bekanntheit in Fachkreisen erlangte Jerrold Zar durch sein Lehrbuch Biostatistical Analysis zur statistischen Analyse von Daten in den Biowissenschaften, das 1974 erstmals im Verlag Prentice Hall erschien und 2009 in fünfter Auflage veröffentlicht wurde. Auch ein von ihm 1992 unter dem Titel Candidate for a Pullet Surprise verfasstes und mehrfach im Journal of Irreproducible Results veröffentlichtes Gedicht, mit dem er in humorvoller Weise die Schwächen von Software zur Rechtschreibprüfung thematisierte, fand insbesondere im Internet Verbreitung.

## Werke (Auswahl)
- Biostatistical Analysis. Upper Saddle River 1974, 1984, 1996, 1999 und 2009
- Field and Laboratory Methods for General Ecology. Dubuque, 1977, 1984 und 1990 sowie Boston 1998 und 2008 (als Mitautor)